# Quartier de Bercy
Koordinaten: 48° 50′ N, 2° 23′ O
Quartier de Bercy ist das 47. der 80 Quartiers (Stadtviertel) von Paris. Es liegt im Osten der Stadt am Rive Droite genannten rechten Ufer der Seine und gehört zum 12. Arrondissement. 
Das Viertel gilt als eines der ältesten Siedlungsräume von Paris, denn hier kamen die Waren von oberhalb der Seine an: Wein aus Burgund und Holz vom Morvan. Das Viertel erhielt eine neue Bedeutung mit dem Bau der Accor Arena (1984) und dem Ministerium für Wirtschaft und Finanzen (1990).

## Lage

Die vier quartiers administratifs im 12. Arrondissement

Das Quartier de Bercy liegt am Seineufer, um geben von den Quartiers des Quinze-Vingts, de Picpus und im Osten von der Gemeinde Charenton-le-Pont.
Das Viertel wird im Nordwesten begrenzt von der Rue Villiot und der Rue de Rambouillet, im Nordosten von der Rue de Charenton, im Süden vom Boulevard Périphérique und im Südwesten durch den Flusslauf der Seine.
Zwei Brücken, die Pont de Bercy und die Pont de Tolbiac, und außerdem ein Fußgängersteig, der Passerelle Simone de Beauvoir, verbinden das Viertel mit dem 13. Arrondissement.

## Geschichte
Der Name des Stadtteils geht zurück auf das ehemalige Schloss Bercy, das sich der Finanzminister von Ludwig XIV., Charles-Henry I. de Malon de Bercy, ab 1658 durch den Architekten François le Vau vor den Toren von Paris errichten ließ. Im Zuge des Eisenbahnbaus wurde das Schloss 1861 abgetragen. Viele der wertvollen Möbel befinden sich heute in verschiedenen Museen, unter anderem auch im Louvre. Zwei erhaltene Seitenpavillons des Schlosses befinden sich nahe der Stadtautobahn in der Rue Marius-Delcher.
Das Gesetz vom 16. Juni 1859 löste die bisher selbstständige Gemeinde Bercy auf und gliederte Teile in die Stadt Paris und in die Gemeinde Charenton ein. Das Quartier de Bercy entstand am 3. November 1859 durch den Zusammenschluss von Teilen der alten Gemeinde Bercy und Teilen des alten 8. Arrondissements von Paris (nördlich des Boulevard de Bercy).

Karte
Luftbild

Die Domäne des Château de Bercy wurde nach und nach aufgeteilt, um die Straße Paris–Lyon zu bauen, um den Bois de Vincennes zu vergrößern und vor allem, um die Weinlager Viollet-le-Duc errichten zu können. Diese Weinlager wurden ab dem 18. Jahrhundert außerhalb der Zollstation (französisch octroi) de la Rapée errichtet. Das Ende der Weinlager begann mit der Neuordnung des Viertels im 20. Jahrhundert, jedoch blieb die Erinnerung mit der Einrichtung des Parc de Bercy und der Metrostation Cour Saint-Émilion noch erhalten. Das Geschäftsviertel rund um den Place des Vins-de-France erinnert an die alte Tradition.

## Sehenswürdigkeiten
Bercy hat sich durch eine Anfang der 1980er-Jahre eingeleitete, umfassende Stadtteilsanierung gewandelt. An Stelle des ehemaligen Weingroßmarktes entstand der im Osten vom neuen Ministerium für Wirtschaft, Finanzen und Arbeit (oftmals kurz Bercy genannt) begrenzte Parc de Bercy mit der Mehrzwecksporthalle Palais Omnisports de Paris-Bercy, in der auch Rockkonzerte stattfinden. Im nördlichen Teil des Parks beherbergt das ehemalige American Center von Frank Gehry heute die Cinémathèque Française, das ihr angeschlossene Museum und eine themenbezogene Forscherbibliothek. Eine der östlich davon erhalten gebliebenen Weinhallen hat das Musée des arts forains (Museum für Jahrmarktswesen) aufgenommen. In der original mit Bahngleisen erhaltenen Gasse Cour de St-Emilion befinden sich als touristischer Anziehungspunkt noch einige restaurierte Weinlager mit Geschäften und Restaurants.

## Anmerkung
1. ↑  Die Gemeinde Bercy erstreckte sich über das Gebiet der aktuellen Quartiers de Bercy, de Picpus und de Bel-Air und der Gemeinde Charenton-le-Pont in den gegenwärtigen Grenzen.